# Hoch auf dem gelben Wagen

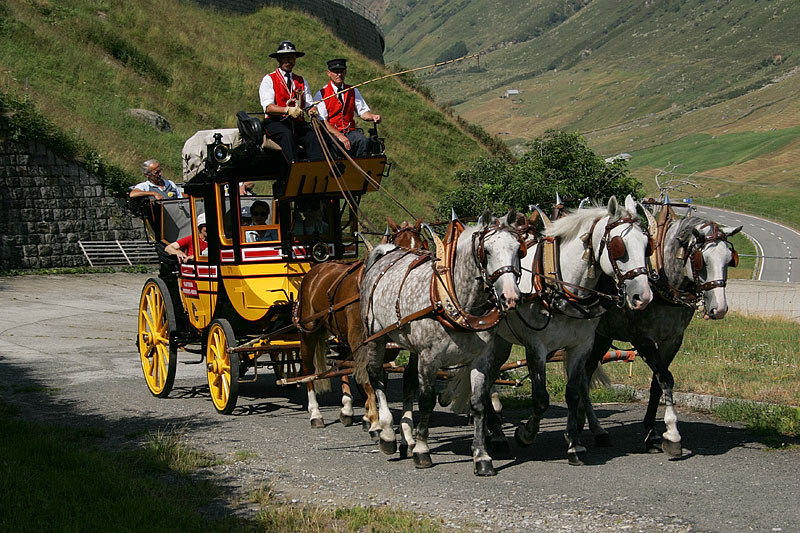
Historische Postkutsche

Hoch auf dem gelben Wagen ist ein bekanntes deutsches Volkslied. Textgrundlage des Liedes ist das in den 1870er Jahren von Rudolf Baumbach (1840–1905) verfasste Gedicht „Der Wagen rollt“ (Erstdruck 1878). Die Melodie wurde erst 1922 von dem Berliner Apotheker Heinz Höhne (1892–1968) komponiert.

## Inhalt
Im Text wird das menschliche Leben als Reise in einer Postkutsche beschrieben. In der zweiten Zeile „sitz ich beim Schwager vorn“ bezeichnet das Wort „Schwager“ den Postillon (von franz. chevalier „Postreiter“). Der jede Strophe in leicht abgewandelter Form abschließende Refrain „Möchte/bliebe/Gern wär’ ich […], / Aber der Wagen, der rollt“ stellt einen Bezug zum dahinfließenden Leben her, dessen Lauf man nicht aufhalten kann. Das Lied kann als nostalgischer Blick auf „alte Zeiten“ verstanden werden, da bei seiner Entstehung das Zeitalter der Postkutschen durch den Ausbau des Eisenbahnnetzes bereits seinem Ende entgegenging.

## Rezeption
Das Lied erreichte eine enorme Popularität, nachdem  Walter Scheel, damals noch Bundesaußenminister, es am 6. Dezember 1973 in der ZDF-Show Drei mal Neun zugunsten wohltätiger Zwecke gesungen hatte. Diese auf Polydor erschienene Version hielt sich 15 Wochen in den deutschen Singlecharts und erreichte als beste Platzierung am 7. Januar 1974 Position 5.
Scheel bediente sich (unter Auslassung der vierten, den Tod behandelnden Strophe) einer durch Volksliederbücher verbreiteten Textfassung, die in diversen Details von der Originalfassung abweicht.

## Text
| Walter Scheel 1973 Hoch auf dem gelben Wagen sitz ich beim Schwager vorn. Vorwärts die Rosse traben, lustig schmettert das Horn. Felder, Wiesen und Auen, leuchtendes Ährengold – ich möcht so gerne noch schauen, aber der Wagen, der rollt. Postillon in der Schenke füttert die Rosse im Flug. Schäumendes Gerstengetränke reicht der Wirt mir im Krug. Hinter den Fensterscheiben lacht ein Gesicht so hold. Ich möcht so gerne noch bleiben, aber der Wagen, der rollt. Flöten hör ich und Geigen, lustiges Bassgebrumm. Junges Volk im Reigen tanzt um die Linde herum, wirbelt wie Blätter im Winde, jauchzet und lacht und tollt. Ich blieb so gern bei der Linde, aber der Wagen, der rollt. | Der Wagen rollt. Hoch auf dem gelben Wagen Sitz’ ich bei’m Schwager vorn. Vorwärts die Rosse jagen, Lustig schmettert das Horn. Berge und Wälder und Matten, Wogendes Aehrengold. — Möchte wohl ruhen im Schatten, Aber der Wagen rollt. Flöten hör’ ich und Geigen, Kräftiges Baßgebrumm; Lustiges Volk im Reigen Tanzt um die Linde herum, Wirbelt wie Laub im Winde, Jubelt und lacht und tollt. – Bliebe so gern bei der Linde, Aber der Wagen rollt. Postillon an der Schenke Füttert die Rosse im Flug; Schäumendes Gerstengetränke Bringt uns der Wirth im Krug. Hinter den Fensterscheiben Lacht ein Gesichtchen hold. – Möchte so gern noch bleiben, Aber der Wagen rollt. Sitzt einmal ein Gerippe Hoch auf dem Wagen vorn, Trägt statt Peitsche die Hippe, Stundenglas statt Horn – Ruf’ ich: „Ade ihr Lieben, Die ihr noch bleiben wollt; Gern wär’ ich selbst noch geblieben, Aber der Wagen rollt.“ |